# Palais Kellersperg
 (septembre 2024).
Le Palais Kellersberg ou Kellersberg'sches Stadthaus (également orthographié Kellersperg) est un édifice historique de la ville de Graz, dans le quartier Innere Stadt.

## Histoire et conception
Le palais Kellersberg a été construit vers 1728 après la fusion de deux hôtels particuliers de la Sackstrasse.  
Sur la façade allongée, on peut voir des arcs en surplomb sur encorbellements, découverts en 1963. L'ornement de feuillages et de rubans date de 1740/45. Les deux portails en pierre voûtés en plein cintre ont chacun une clé de voûte masquée. Il y a des arcades à colonnes de trois étages sur l'aile est de la cour, qui sont murées au rez-de-chaussée. Du rez-de-chaussée voûté, on accède au premier étage par un escalier du XVe siècle.
Les Dessus-de-portes sculptées du XVIIIe siècle valent particulièrement le détour. Il existe également une grille de lucarne en fer forgé rocaille du troisième quart du XVIIIe siècle.

## Source de traduction
- (de) Cet article est partiellement ou en totalité issu de l’article de Wikipédia en allemand intitulé « Palais Kellersberg » (voir la liste des auteurs).